# Trælhøi
Der Trælhøi war eine megalithische Grabanlage der jungsteinzeitlichen Nordgruppe der Trichterbecherkultur im Kirchspiel Ølstykke in der dänischen Kommune Egedal. Er wurde im 19. Jahrhundert zerstört.

## Lage
Das Grab lag in Gellesten auf einem Feld nördlich des Grundstücks Svestrupvej 20. Nur etwa 100 m südsüdöstlich befand sich das ebenfalls zerstörte Großsteingrab Fiskeskjærsdyssen. In der näheren Umgebung gibt bzw. gab es zahlreiche weitere megalithische Grabanlagen.

## Forschungsgeschichte
Im Jahr 1875 führten Mitarbeiter des Dänischen Nationalmuseums eine Dokumentation der Fundstelle durch. Zu dieser Zeit waren keine baulichen Überreste mehr auszumachen.

## Beschreibung
Die Anlage besaß eine Grabkammer, die wohl als Urdolmen anzusprechen ist. Sie bestand aus vier Wandsteinen und einem Deckstein. Zu den Maßen und der Orientierung der Kammer liegen keine Angaben vor. Ob sie ursprünglich überhügelt war, ist unbekannt. Sie wird zwar als auf der Spitze eines Hügels stehend, aber als freistehend beschrieben. Zu einer möglichen Hügelschüttung oder einer Umfassung ist nichts überliefert.